# Климов, Александр Николаевич
Александр Николаевич Климов (род. 14 июля 1959, Южа, Ивановская область), известный под псевдонимом Климов-Южин — советский и российский поэт.

## Биографические вехи
Первая книга стихов вышла в 1989 году.
Печатался в журналах «Новый мир», «Арион» и других известных журналах.
Автор всех выпусков альманаха «День поэзии — XXI век» (начиная с 2006 года).
Соучредитель газеты «Театральный курьер».
Член Союза писателей России. Проживает в Москве.

### Премии
- 2007 год — лауреат литературной премии журнала «Литературная учеба», 2008 год — лауреат литературных премий журнала «Новый мир».[2]
- 2009 год — лауреат литературной премии журнала «Юность».[3]
- 2012 год — лауреат литературной премии «Югра».[4]

### Книги
Источник информации – алфавитный каталог РНБ:
- «Триптих»: стихи / Александр Климов, Леонид Колганов, Андрей Шацков; [Худож. М. Бондарь]. — М.: СП «Вся Москва», Б. г. (1989). — 47 с. ISBN 5-7110-0040-3. — 5000 экз.[5]

Источник информации — смотреть здесь :
- «Трудное пространство»: стихотворения / Александр Николаевич Климов ; [ред. Н. А. Ермакова; худож. В. Г. Фескин]. — Москва: изд. Центр ПРО, 1991. — 79 с. — ISBN 5-85764-011-3.

Источник информации — электронный каталог РНБ:
- «Чернава» : книга стихов / Александр Климов-Южин; [сост. Е.А. Ламихов ; худож. В. Коротаева]. — Москва : Б.С.Г.-ПРЕСС, 2005. — 139 с. : — 500 экз. — ISBN 5-93381-176-9.

Прочие интернет-источники:
- «Письма из Чернавы»: стихи / — М., изд. «Алатырь», 2008. — 73 с. — ISBN 5-87206-147-5 (ошибоч.).[6]
- «Сад застывших времен» : книга стихов / Александр Климов-Южин; [Ответственный редактор Максим Амелин]. — Москва : Объединённое гуманитарное издательство, 2014. — 112 с. : — 500 экз. — ISBN 978-5-94282-750-2.

### Публикации в альманахах
1. [стихотворения] — стр. 72—73 //«День поэзии — XXI век. 2009 год». Альманах. Стихи, статьи. — Воронеж: Центрально-Чернозёмное книжное издательство, 2009. — 200 c., ISBN 978-5-7458-1185-2.[7]
2. [стихотворения] — стр. 112—113 // «День поэзии-XXI век.2010 год». Альманах. Стихи, статьи. — Санкт-Петербург: издательство «Журнал «Нева»,2010. — 292 с. (Гл. редакторы: Наталья Гранцева, Сергей Мнацаканян, Андрей Шацков). ISBN 978-5-94158-141-2.[8]
3. [стихотворения] — стр. 89-90 //«День поэзии — XXI век. 2011 год». Альманах. Стихи, статьи. — М.: Издательство журнала «Юность», 2011. — 208 с. ISBN 978-5-7282-0268-4.[9]
4. [стихотворения] — стр. 140—141 //«День поэзии-XXI век. 2012 год». Альманах. Стихи, статьи. — Воронеж: издательство журнала «Подъем», 2012. — 312 с. ISBN 978-5-442-00153-2.[10]

### Критические отзывы о творчестве
1. Ирина Василькова, «Эдеские игры» (о книге А. Климова-Южина «Чернава» / «Новый мир», 2006, №7 Архивная копия от 26 августа 2013 на Wayback Machine
2. Елена Елагина, Артем Скворцов, Мария Галина; «Из книжных лавок» (о книгах Сергея Страновского, Александра Климова-Южина, Сергея Васильева) / «Арион», 2006, №2 Архивная копия от 5 марта 2016 на Wayback Machine
3. Елена Погорелая. Вне области людей. (Александр Климов-Южин «Чернава» / Октябрь 2006/7 Архивная копия от 10 ноября 2012 на Wayback Machine
4. Елена Погорелая «Расщепление атома» (о поэзии А. Южина-Климова) / Журнал «Литературная учеба». — 2007. — №2. — С. 68—73.